# Cete
Cete (gelegentlich auch Cête) ist eine Gemeinde (Freguesia) im portugiesischen Kreis (Concelho) von Paredes. In ihr leben 3091 Einwohner (Stand 19. April 2021).

## Geschichte
Im 10. Jahrhundert bestand hier bereits ein Kloster, das Ende des 11. Jahrhunderts neu errichtet wurde. Der um das Kloster entstandene Ort gehörte zum Kreis Aguiar de Sousa. Nach dessen Auflösung 1855 wurde Cete eine Gemeinde des Kreises Paredes. 2003 erhielt Cete den Status einer Kleinstadt (Vila).

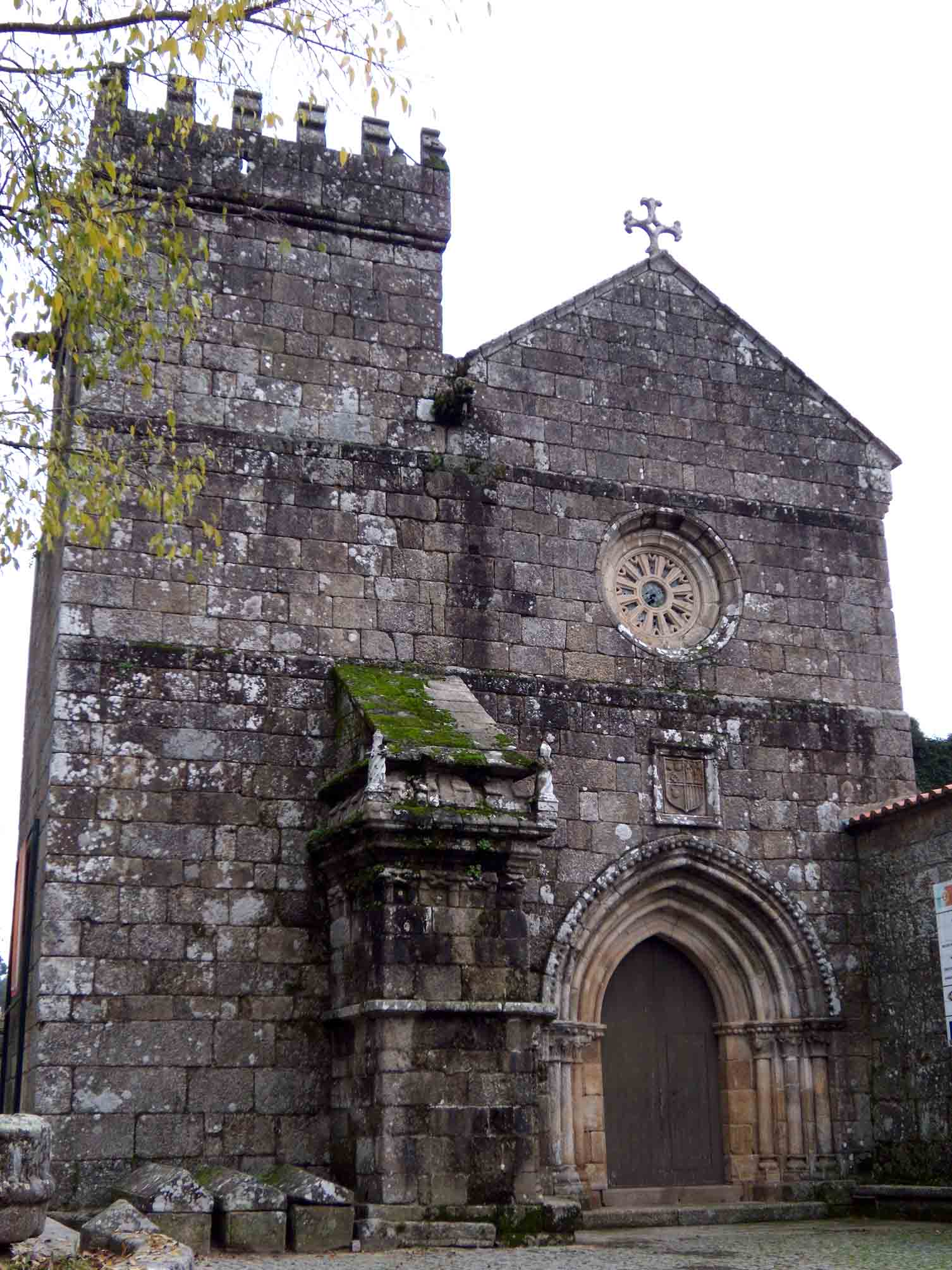
Die romanische Klosterkirche von Cete
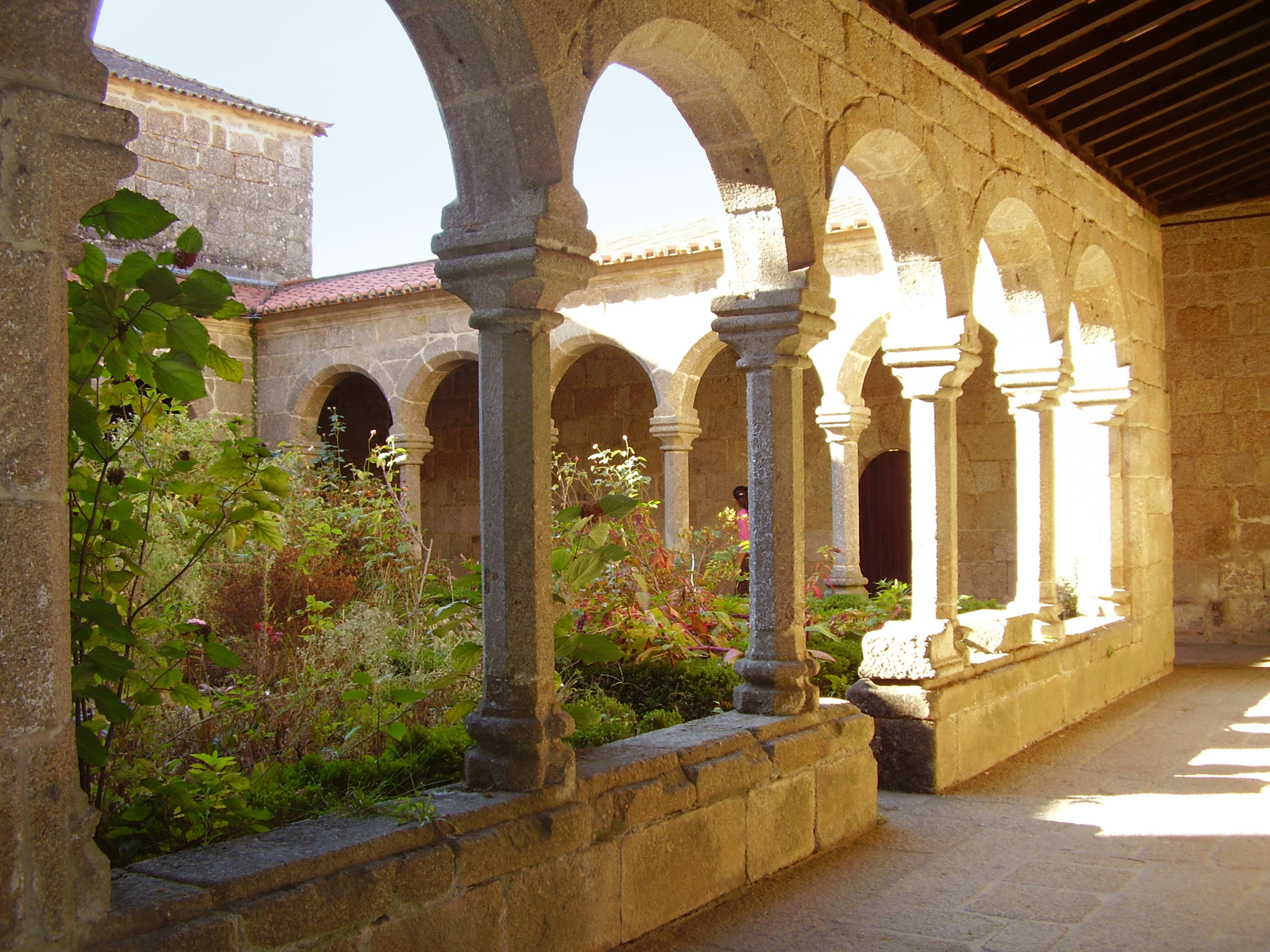
Der Kreuzgang des Klosters, 15. Jh.
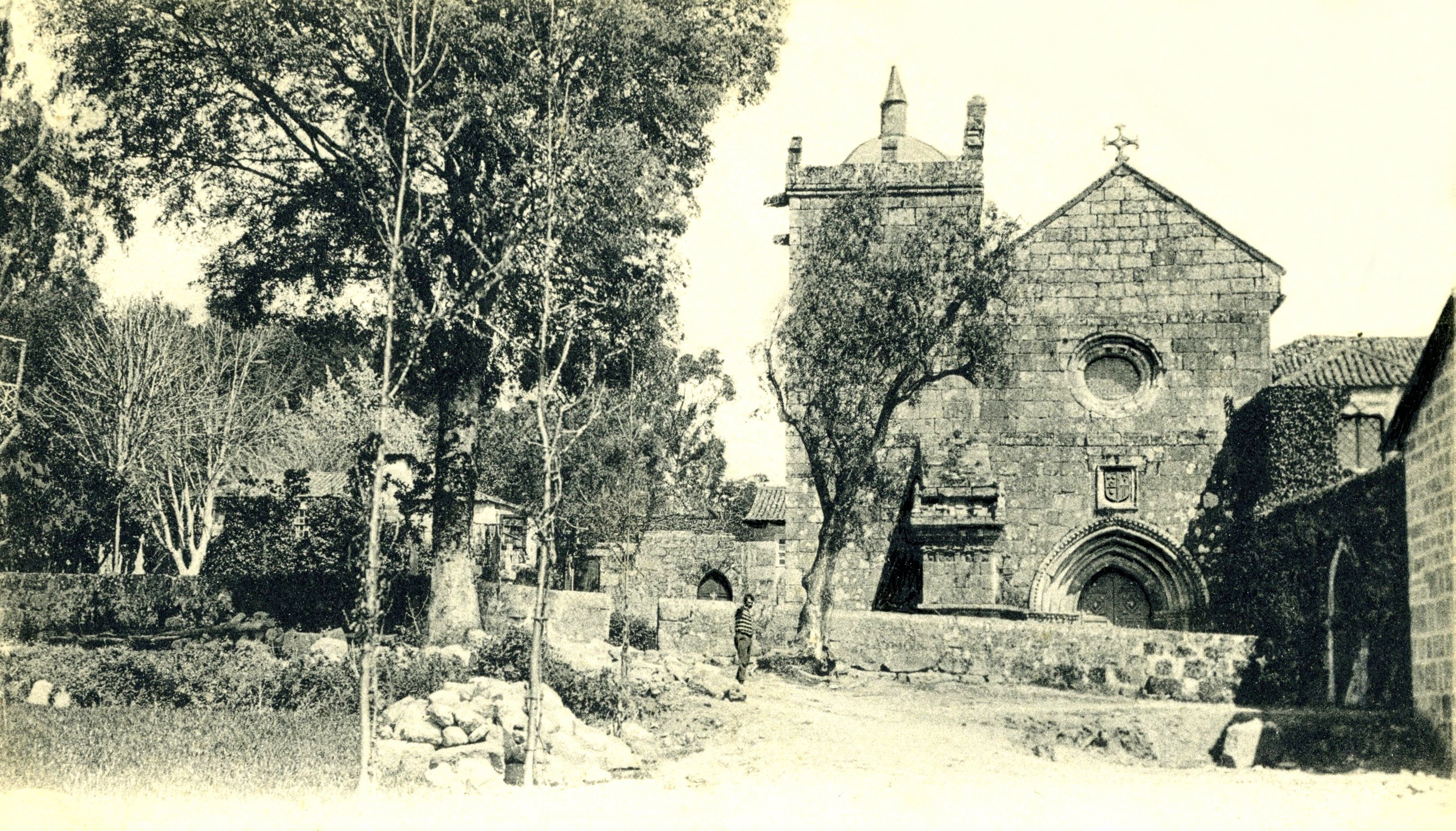
Frontansicht des Klosters, 1905